# Pays Burdinale-Mehaigne
Le Pays Burdinale-Mehaigne est un territoire regroupant les communes de Braives, Burdinne, Héron et Wanze en Hesbaye, toutes situées à la limite occidentale de la province de Liège (Belgique, Région wallonne) et faisant partie du Parc naturel des Vallées de la Burdinale et de la Mehaigne. La Burdinale et la Mehaigne sont deux cours d'eau traversant les quatre communes.
La notion de "pays" telle qu’on l’entend dans « Pays Burdinale-Mehaigne » n’est ni un échelon administratif, ni une collectivité territoriale. C’est un espace de projet, un territoire présentant une cohésion géographique, culturelle, économique et sociale.

## Chronologie
- 1976 : Fusion des communes.
- 1991 : Reconnaissance officielle par la Région wallonne du Parc Naturel des Vallées de la Burdinale et de la Mehaigne, géré par une association de fait.
- 1994 : Les communes de Braives, Burdinne, Héron et Wanze se constituent en intercommunale et deviennent ainsi le pouvoir organisateur du Parc Naturel.
- 2003 : L'intercommunale intègre le projet européen « Leader + » et forme le groupe d’action locale (GAL) avec pour mission de mettre en œuvre sur les quatre communes un programme européen de financement de différents projets relatifs au développement de cette région qui comprend le territoire du Parc Naturel. Le Pays Burdinale-Mehaigne est né.
- 2004 : Ouverture de la Maison du Tourisme Burdinale-Mehaigne

## Superficie et population
La superficie du Pays Burdinale-Mehaigne est de 162 km2 pour 25 773 habitants (au 1er juillet 2007) répartis comme suit :
- Braives : 44 km2 - 5 642 habitants
- Burdinne : 36 km2 - 2 845 habitants
- Héron : 38 km2 - 4 529 habitants
- Wanze : 44 km2 - 12 757 habitants

Le Parc naturel occupe 110 km2 de ce territoire.
La densité de population est de 159 habitants au km².

## Tourisme et patrimoine

### Événements périodiques
- Tous les premiers vendredis du mois : marché du Terroir à la Maison du Parc Naturel (Burdinne) ;
- En mars : fête celtique de la Saint-Patrick à Latinne (Braives) ;
- À l'Ascension : fête de la Neuvaine à Moha (Wanze) ;
- Début juin : ouverture de la saison de la pêche à la MMER (Braives) ;
- 3e week-end de juin : fête des plantes au jardin de Pitet (Fallais/Braives) ;
- 21 juillet : fête des vias à Huccorgne (Wanze) ;
- 3e week-end d'août : fête "Pain, bière, fromage" à la Maison du Parc Naturel (Burdinne) ;
- 1er week-end de septembre : fêtes de Wallonie à Wanze ;
- 2e week-end de septembre : Festival de musiques et danses traditionnelles au château-ferme de Marsinne (Héron) ;
- 3e dimanche d'octobre : fête des pommes et poires à la Maison du Parc Naturel (Burdinne).

### Musées ruraux
- Le musée des Impériaux à Marneffe (Burdinne) ;
- Le musée d’Oha à Bas-Oha (Wanze) ;
- Le musée Vivant du Cycle à Huccorgne (Wanze).

### Patrimoine
- La cour de justice de Hosdent (Braives) ;
- Le château de Fallais (Braives) ;
- Le château féodal de Moha (Wanze) ;
- Le hameau de Wanzoul (Wanze) ;
- Le moulin d'Avennes (Braives) ;
- Le moulin de Ferrières à Lavoir (Héron).

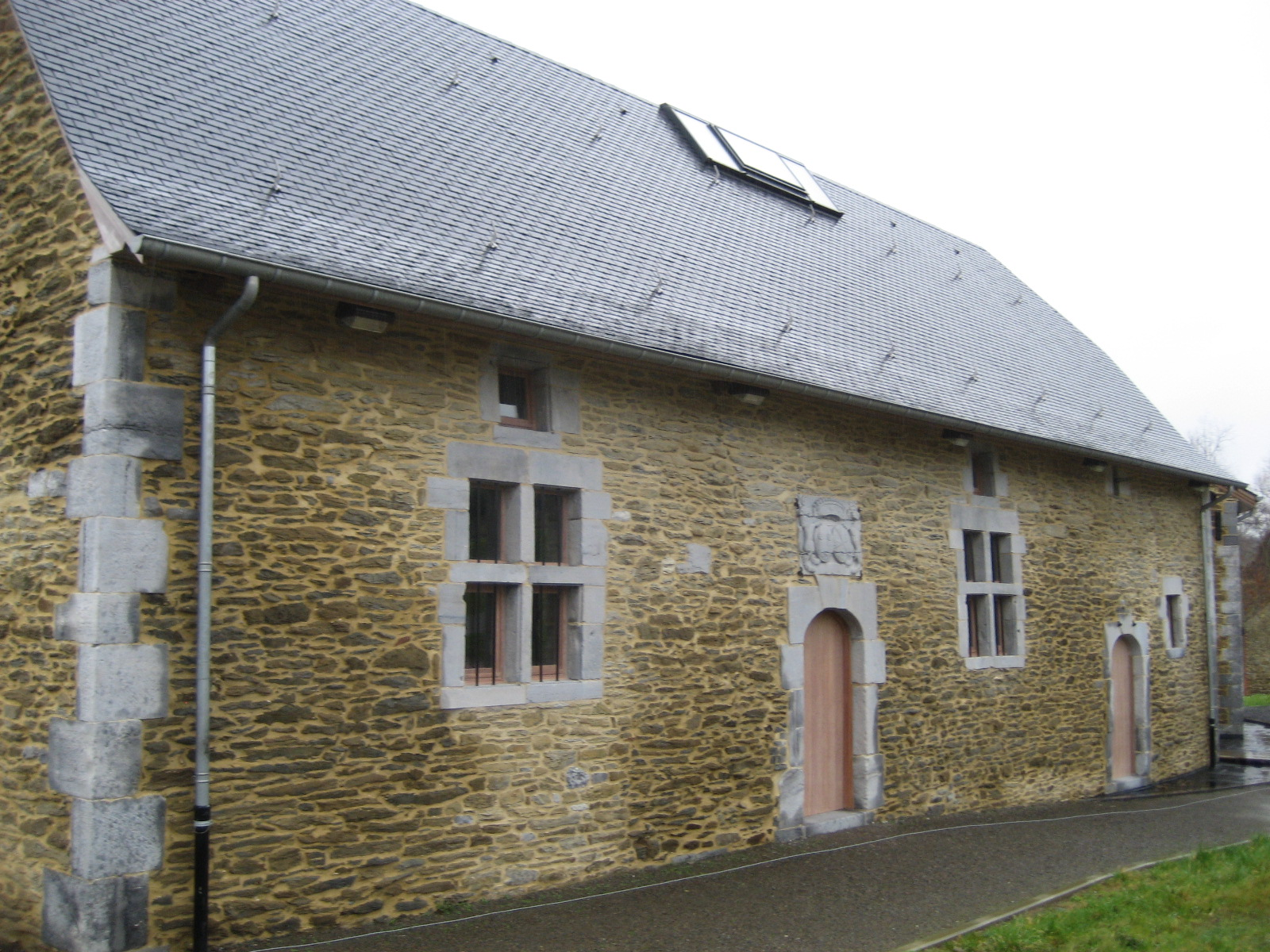
La Cour de Justice de Hosdent restaurée

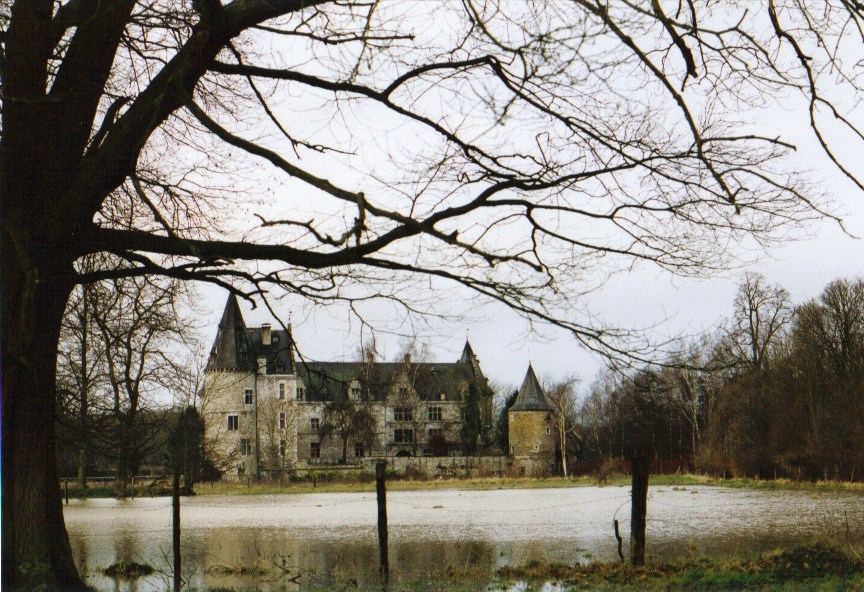
Le château-fort de Fallais attaqué par la Mehaigne

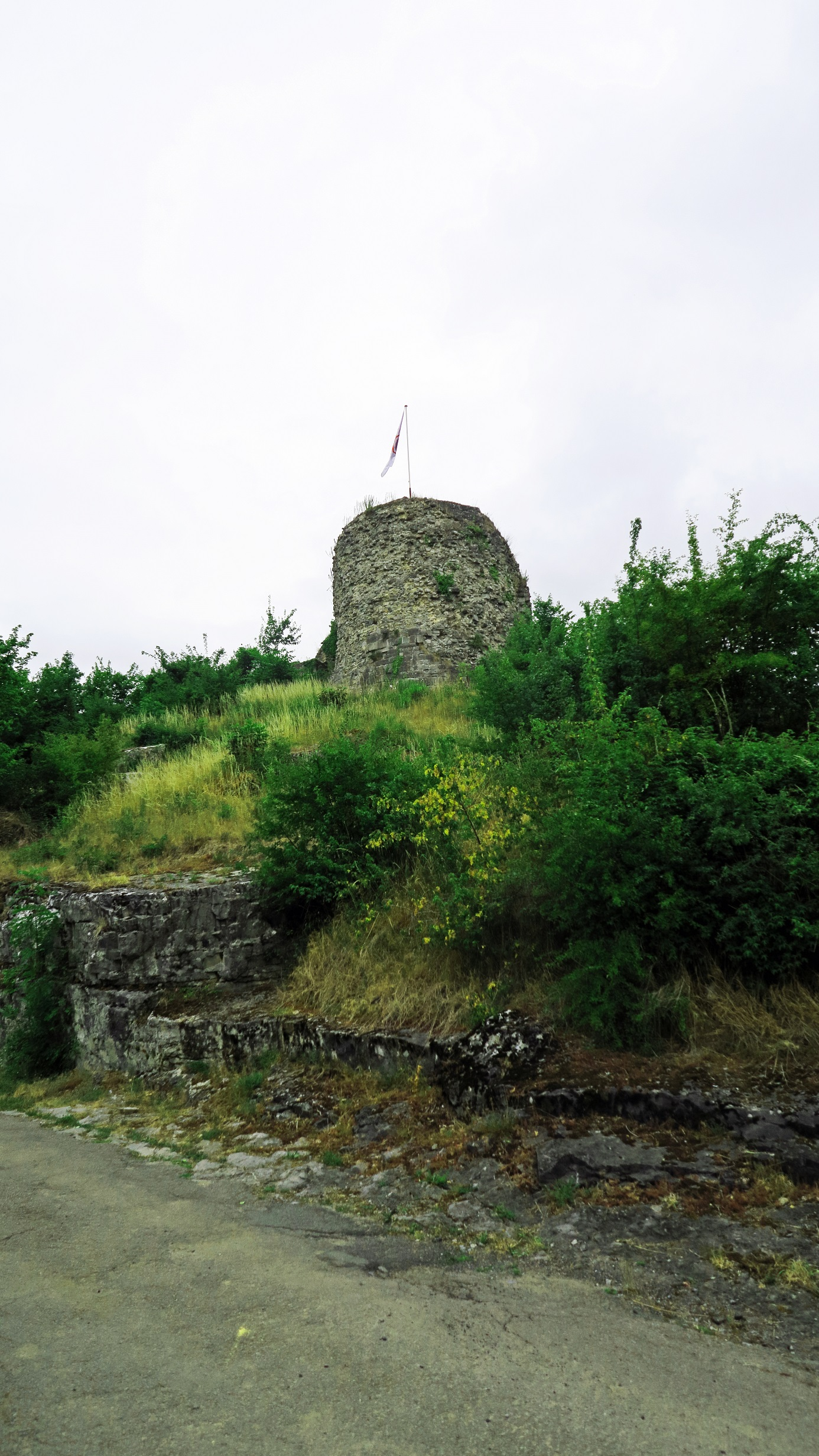
Les ruines du château féodal à Moha

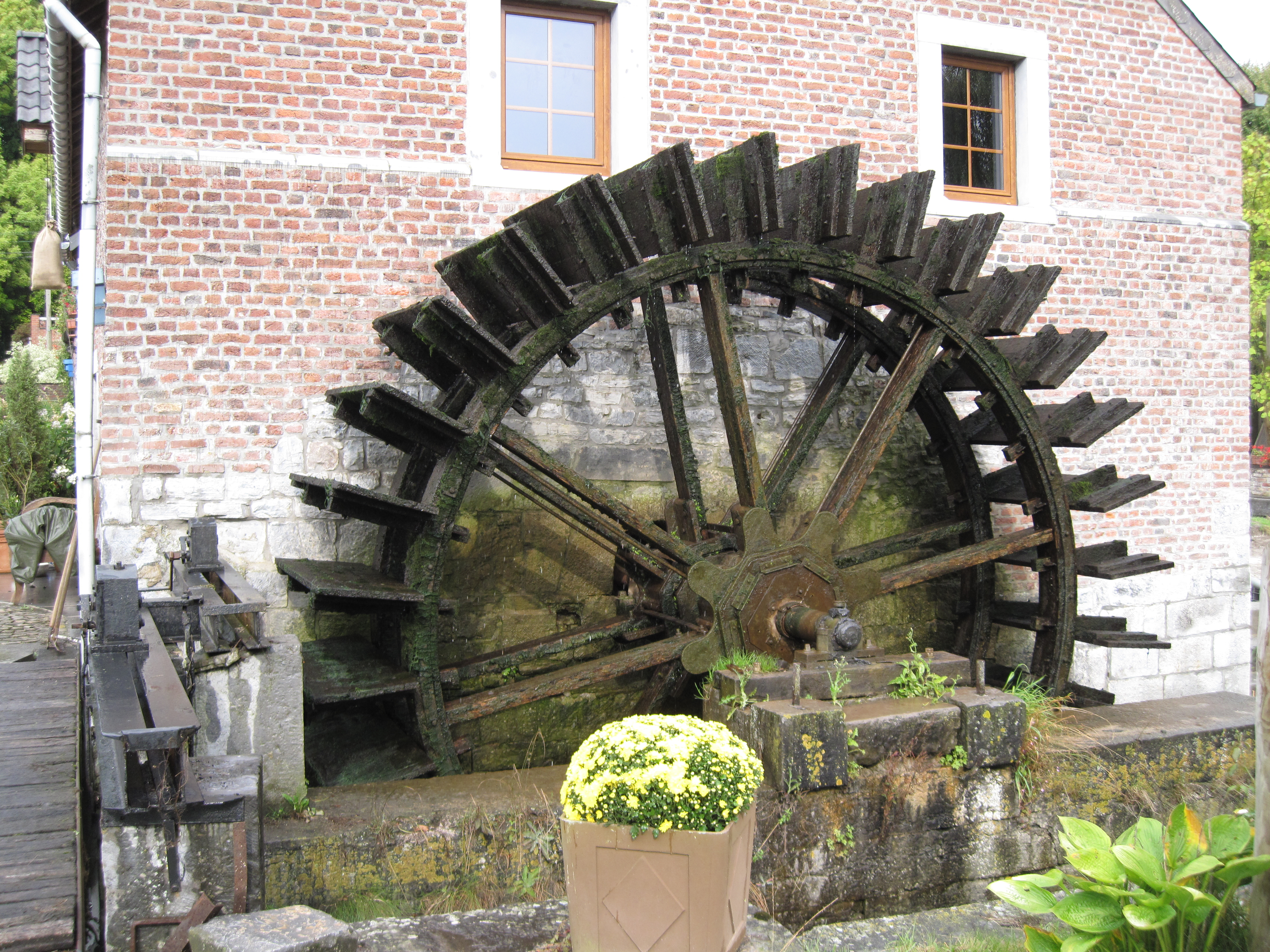
La roue du Moulin à eau d'Avennes

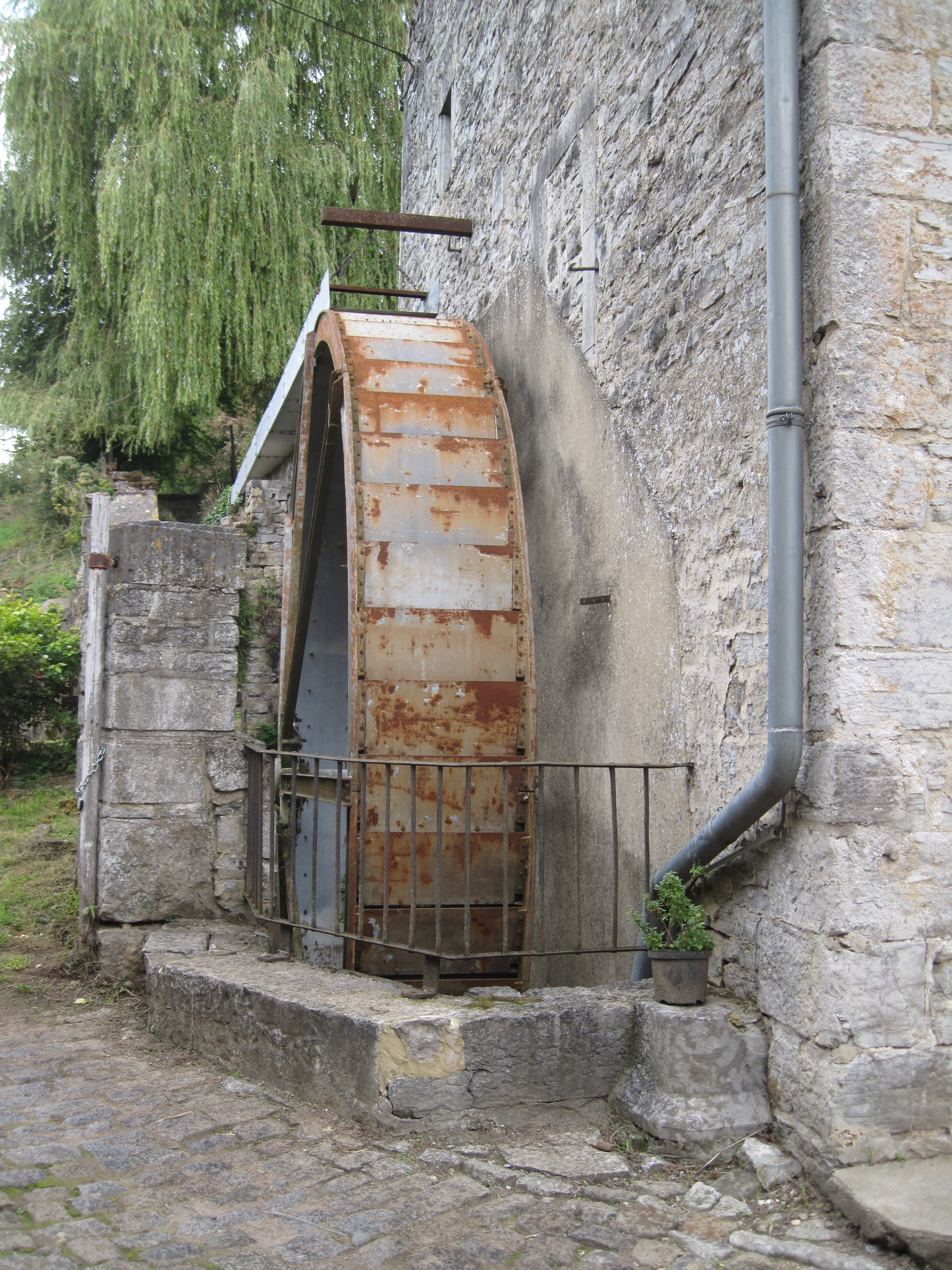
La roue du moulin de Lavoir, toujours en activité

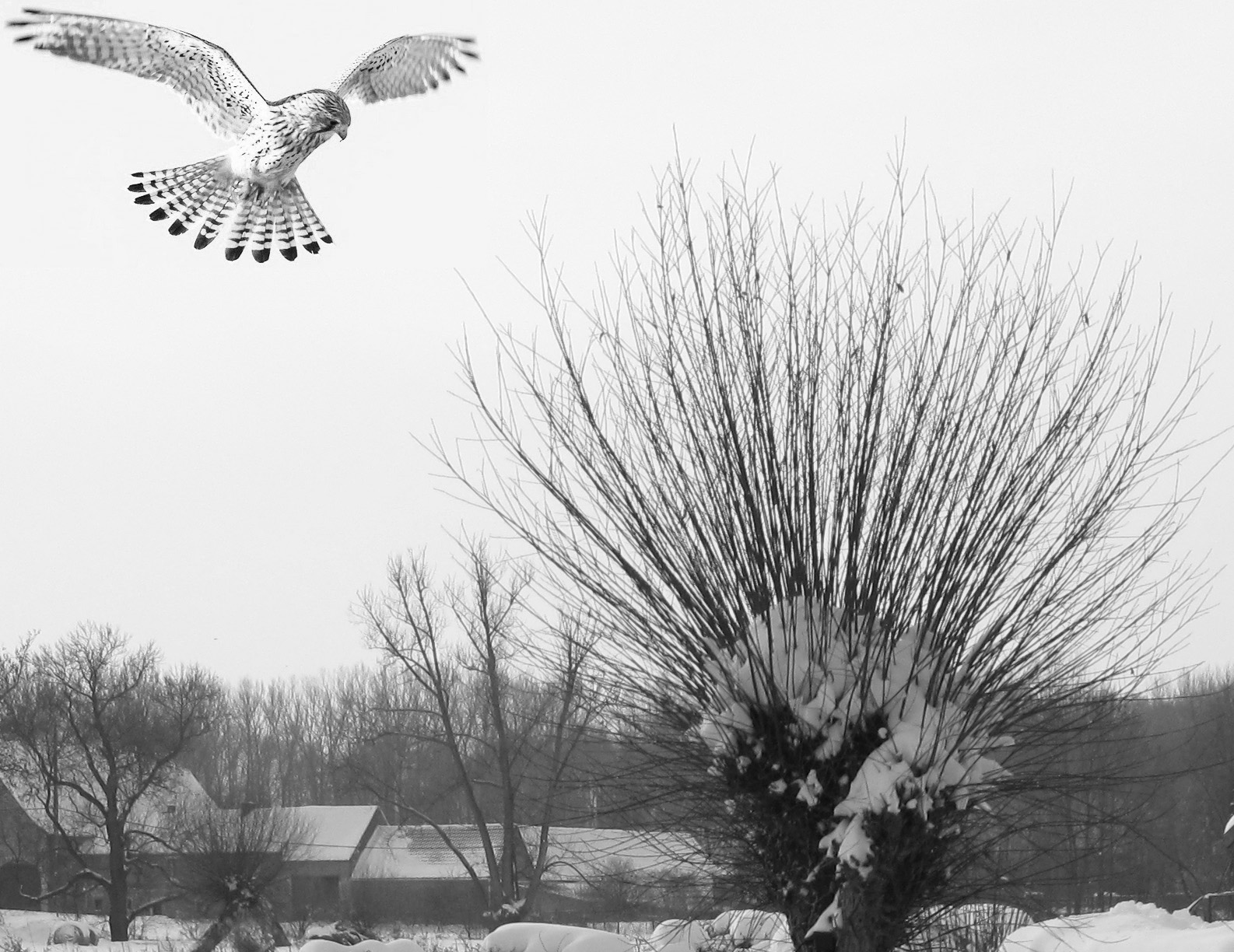
Composition representing the Park official logo

### Promenades
L'offre de promenades se compose de 18 circuits pédestres de 5 à 22 kilomètres, de 2 circuits équestres de 19 et 28 kilomètres, de 4 circuits VTT et de 2 circuits cyclo d'une à trois heures. Chaque tracé présente une difficulté raisonnable en fonction de l’utilisateur et de son rythme. Il convient également de signaler que, de par la nature des chemins empruntés, tous les circuits ne conviennent pas aux personnes à mobilité réduite. Des cartes très pratiques et détaillées sont disponibles sur simple demande à la Maison du Tourisme. 
Il existe également trois circuits touristiques auto/moto traversant le Pays Burdinale-Mehaigne. Il s’agit de Hesbaye Insolite (100 km dont 54 km en Pays Burdinale-Mehaigne), de la Route des Blés d’Or (124 km dont 11 km en Pays Burdinale-Mehaigne) et de la Route Jolie (96 km dont 12 km en Pays Burdinale-Mehaigne).